# Thái Ly hầu
Sái Li hầu hay Sái Hi hầu (chữ Hán: 蔡釐侯 hay 蔡僖侯; trị vì: 808 TCN-762 TCN), tên thật là Cơ Sở Sự (姬所事), là vị vua thứ tám của nước Sái – chư hầu nhà Chu trong lịch sử Trung Quốc.
Cơ Sở Sự là con của Sái Di hầu - vua thứ 7 nước Sái. Năm 809 TCN, Di hầu mất, Sái Li hầu lên nối ngôi.
Sử sách không ghi chép sự kiện xảy ra liên quan tới nước Sái trong thời gian ông làm vua.
Năm 762 TCN, Sái Li hầu mất. Ông ở ngôi được 47 năm. Con ông là Cơ Hưng lên nối ngôi, tức là Sái Cộng hầu.